# ラ・トゥール＝デュ＝パン
ラ・トゥール＝デュ＝パン （La Tour-du-Pin）は、フランス、オーヴェルニュ＝ローヌ＝アルプ地域圏、イゼール県のコミューン。

## 地理
県北部、ローヌ川の支流ブルブル川谷に位置する。川はコミューン内を横断し、西へ向かって流れる。
コミューン内には、北部にD1006、D16、A43（リヨン＝シャンベリ間を走る）といった主要道路が横断している。コミューン西部には広大な工業団地がある。

## 歴史

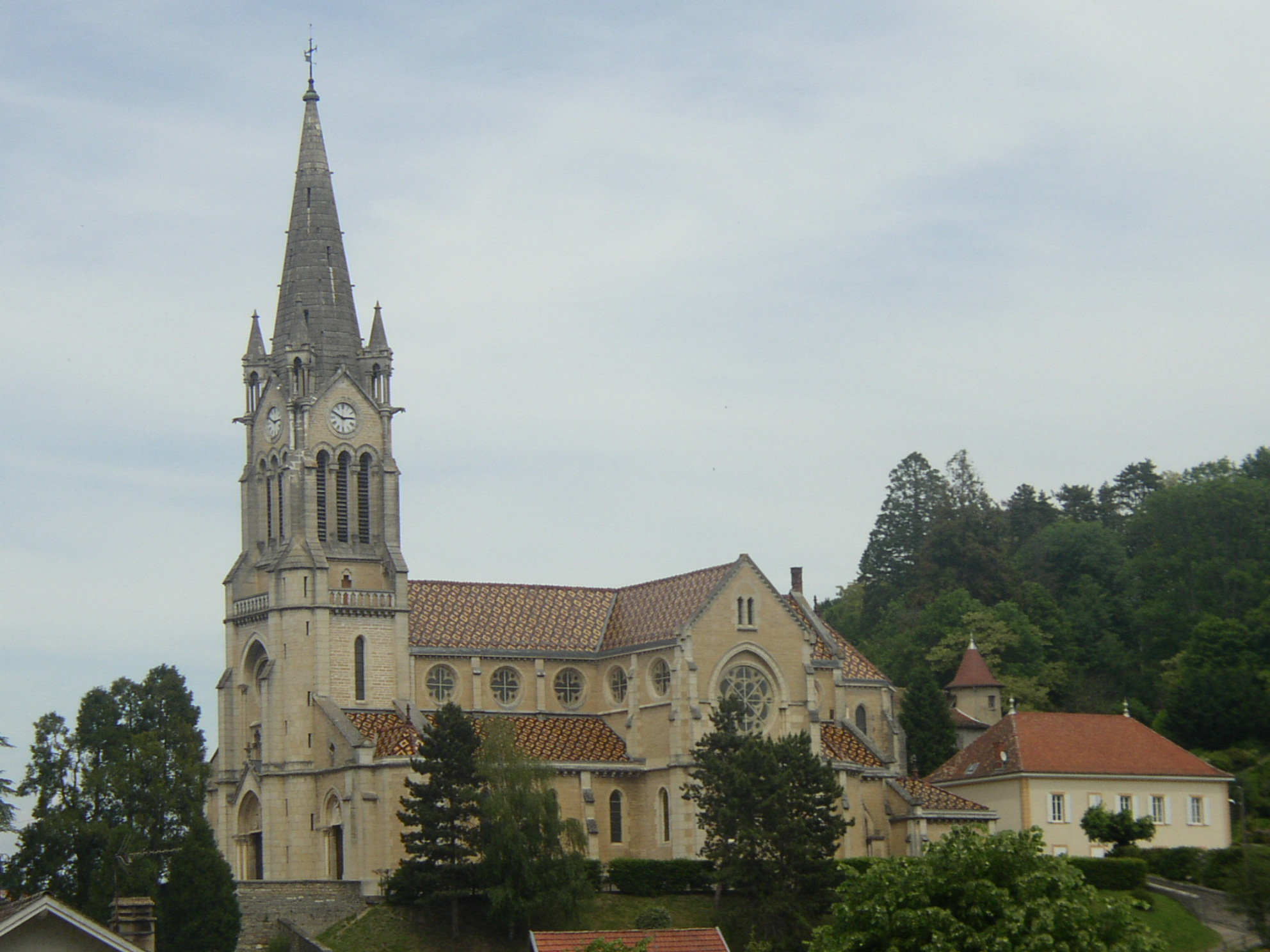
コミューン内にあるカテドラル

12世紀のドーフィネ地方の貴族、ラ・トゥール＝デュ＝パン家が本拠としていた。

## 人口統計
| 1962年 | 1968年 | 1975年 | 1982年 | 1990年 | 1999年 | 2006年 |
| ------ | ------ | ------ | ------ | ------ | ------ | ------ |
| 4 694  | 5 649  | 6 641  | 6 913  | 6 770  | 6 553  | 7 431  |

 INSEEによるデータ